# Hedvig Eleonora Pannenberg
Hedvig Eleonora Pannenberg, född Frisk 1763, död efter 1810, var en svensk skådespelare.  Hon var 1786-1796 anställd vid Munkbroteatern, och 1796-1798 i Göteborg.   
Hon gifte sig 1787 med kammarmusikus vid hertig Karls hovkapell Heinrich Ludvig Pannenberg. 
21 september 1786 debuterade hon på Munkbroteatern som madame Citronelli i Zulime eller sköna slavinnan och fick fast anställning på teatern, där hon fick gott om uppgifter. Hon spelade bland annat Isabelle i Talande tavlan 1787 och Isidor (byxroll) i Richard Lejonhjärta 1795.  
1796 övergick hon till Johan Anton Lindqvists sällskap i Göteborg. 1797 annonserade hon i Göteborg att hon öppnat ett hus för rumsuthyrning, matservering samt mat för avhämtning, även aftonmåltider, vid Vall- och Magasingatorna, något hon gjort med framgång även i Stockholm. Samtidigt fortsatte hon som skådespelare vid Lindqvists teater under de närmaste åren.  Under säsongen 1799-1800 var hon dock inte längre upptecknad som anställd hos Lindqvist.      
1810 var hon enligt mantalskrivningen hushållerska i Stockholm hos övergevaldigern Ph. A. Schneider.